# Massimiliano Lelli
Massimiliano Lelli (* 2. Dezember 1967 in Manciano, Italien) ist ein ehemaliger italienischer Radrennfahrer. Seine Profi-Karriere begann er 1989 und beendete sie 2004.
Zu Beginn seiner Laufbahn galt Lelli als hoffnungsvolles Rundfahrt-Talent. Schon in seinem zweiten Profijahr konnte er den Giro d’Italia als Neunter beenden und gewann ein Jahr später zwei Bergetappen, die Nachwuchswertung und wurde Dritter in der Gesamtwertung. Nur 1993 konnte er noch einmal sein Talent zeigen, als er Gesamt-Vierter des Giro wurde. Im Jahr 1995 bestritt er seine erste Tour de France und nahm danach weitere acht Mal in Folge an der Großen Schleife teil. Auch hier konnte er sein Rundfahrer-Können nicht ausspielen, erst 2002 und 2003 konnte er mit Platz 14 und 15 in die Top 20 der Gesamtwertung vordringen. Seine Stärken hatte er zudem im Zeitfahren, hier wurde er italienischer Meister.
Im Zuge der Cofidis-Affäre Anfang 2004 war Lelli von David Millar und Philippe Gaumont beschuldigt worden, mit Dopingmitteln gehandelt zu haben. Daraufhin wurde er von der französischen Justiz verhaftet. Der in der Folge abgehaltene Prozess in Frankreich sprach Lelli jedoch frei, da nicht bewiesen werden konnte, dass Lelli Vergehen auf französischem Boden begangen hat. Alles in allem bedeutete die Verwicklung in die Affäre das Karriere-Ende.

## Größte Erfolge
- Giro d’Italia: 1991: , 12. & 16. Etappe
- Tirreno–Adriatico: 1990: 4. Etappe
- Portugal-Rundfahrt: 1996: , 2., 4., 5., 9. & 12. Etappe
- Tour du Limousin: 2003:
- Giro di Toscana: 1991, 1993
- Italienische Meisterschaft:  Zeitfahren 1995

## Teams
- 1989 Atala-Campagnolo
- 1990–1993 Ceramiche Ariostea
- 1994 Mercatone Uno-Medeghini
- 1995 Mercatone Uno-Saeco
- 1996 Saeco-AS Juvenes San Marino
- 1997 Saeco
- 1998–2004 Équipe Cofidis